# Ulf Dahlsten
Ulf Dahlsten, född 17 juni 1946 i Stockholm, är en svensk ämbetsman och företagsledare.

## Utbildning
Dahlsten är civilingenjör från Kungliga Tekniska högskolan och civilekonom från Handelshögskolan i Stockholm.

## Karriär
Dahlsten var politiskt aktiv och arbetade som socialdemokratisk statssekreterare i Industridepartementet 1982–1983, hos statsminister Olof Palme i Statsrådsberedningen 1983–1986 och vid Kommunikationsdepartementet 1986–1988. 
Dahlsten var generaldirektör för Postverket, från 1988 till 1994, och därefter koncernchef för Posten AB till 1998. Som sådan tog han 1995 initiativ till Postens IT-satsning webbportalen Torget.se. Posten satsade över 900 miljoner kronor på Torget.se, som ett av Sveriges historiskt dyraste IT-projekt. Det har dock framhållits, att dessa satsningar i samverkan med Telias portal Passagen, blev en katalysator för internet i Sverige. Torget byggdes av Icon Medialab vars moderbolag Icon International Ulf Dahlsten sedan kom, att bli VD för 1999. Icon Medialab drogs med i IT-kraschen. Därvid avgick Dahlsten från VD-posten i januari 2001 då bolaget under föregående kvartal redovisat en förlust på 140 miljoner kronor.  
Dahlsten blev sedan chef på SECCOM AG i Bryssel, en post han lämnade 2004 för att bli direktör för enheten Emerging Technologies and Infrastructures - Applications vid Europakommissionens, generaldirektorat – General Information Society and Media – år 2004.